# Davide Simonetta
Davide Simonetta, noto anche con lo pseudonimo di d.whale (Lodi, 5 maggio 1983), è un musicista, compositore, arrangiatore e produttore musicale italiano.
Nel corso della sua carriera ha scritto e prodotto brani per numerosi artisti, tra cui Cesare Cremonini, Elisa, Annalisa, Jovanotti, Emma Marrone, Elodie, Alessandra Amoroso, Blanco, Francesca Michielin, J-Ax, Mahmood, Rkomi, Marracash e Marco Mengoni, venendo riconosciuto per i suoi progetti con un Marcel Bezençon Awards e due SIAE Music Awards.

## Biografia
Nel 2001 ha formato i Karnea, con i quali ha realizzato due album e un EP per Sony Music. Il tour dell'ultimo disco Giù da me lo ha visto calcare il palco dell'Heineken Jammin Festival 2003. Lo stesso anno ha suonato anche a Bologna sul palco dell'Independent Days Festival.
Nel 2009 ha formato i Caponord, gruppo pop rock con cui ha pubblicato il disco Un film sul panico e si è aggiudicato il secondo posto al Premio Lunezia. Il videoclip del singolo Non Sono Matto è stato trasmesso su MTV in alta rotazione, a seguito della quale i Caponord sono stati scelti per aprire gli MTV Days 2011 di Torino. L'anno seguente i Caponord hanno firmato un contratto discografico con Warner Music Italia, pubblicando il disco Copriti gli occhi per la produzione di Stefano Clessi. Segue un lungo tour in tutta Italia.
Nel 2012, parallelamente all'attività con il gruppo, Simonetta ha iniziato la sua carriera come autore scrivendo per Tiziano Ferro, Dolcenera, Marco Carta, Zero Assoluto, Dear Jack, Paola Turci, Nek, Chiara Galiazzo, Emma Marrone, Annalisa, Francesco Renga, Deborah Iurato e Alessio Bernabei, divenendo in breve tempo uno degli autori più richiesti.
Oltre al ruolo di autore, Simonetta ha sviluppato quello di produttore e arrangiatore per diversi artisti. Ha curato con Stefano Clessi la produzione artistica e gli arrangiamenti del disco del cantautore mantovano Vincenzo Fasano, suonando tutti gli strumenti tranne la batteria e firmando tutti i brani del disco. Ha prodotto l'EP Stoiled & Bruised di Richard J.Aarden, da cui proviene il singolo Afloat. Cura infine con Dolcenera la programmazione e gli arrangiamenti del brano 100 Mila Watt contenuto nel disco Le stelle non tremano (supernovae), firmandolo. Arrangia e scrive con Raige il brano Whisky.
Nel 2022 ha prodotto il singolo di Annalisa Bellissima, che ha raggiunto la settima posizione nella classifica FIMI e attualmente è il singolo di un’artista italiana rimasto più settimane nella classifica settimanale delle vendite FIMI.
Nel 2023 figura tra gli autori del brano Due Vite di Marco Mengoni, con cui il cantante partecipa al Festival di Sanremo 2023, risultandone vincitore. Sempre nello stesso anno produce un altro singolo per Annalisa, Mon Amour, che a inizio 2024 è risultato essere il singolo di un'artista italiana solista più riprodotto di sempre su Spotify, venendo poi superato da La noia di Angelina Mango a luglio dello stesso anno. Alla fine del 2024 Mon Amour, con sei dischi di platino ottenuti per aver venduto oltre seicentomila copie, è diventato il singolo di un'artista solista più certificato in era FIMI.
Nel 2024 produce ben 3 brani in gara al Festival di Sanremo 2024, I p' me, tu p' te di Geolier, Sinceramente di Annalisa e Ricominciamo tutto dei Negramaro, classificatisi rispettivamente al secondo, terzo e diciannovesimo posto della kermesse musicale.

## Vita privata
È stato legato sentimentalmente alla cantante Annalisa dal 2015 al 2017. Nel 2021 ha cominciato una relazione con l’influencer Veronica Ferraro e nel 2023 la coppia ha annunciato il proprio fidanzamento, sposandosi il successivo 12 settembre 2024.

## Riconoscimenti
Eurovision Song Contest
- 2023 – Marcel Bezençon Awards alla composizione musicale per Due vite

SIAE Music Awards
- 2023 – Candidatura alla miglior canzone club per Notti in bianco[18]
- 2023 – Candidatura alla miglior canzone radio per Bellissima
- 2024 – Miglior canzone locali da ballo con musica live per Due vite [19]
- 2024 – Miglior canzone social per Due vite
- 2024 – Candidatura alla miglior canzone streaming per Due vite
- 2024 – Candidatura alla miglior canzone locali da ballo con musica live per Mon Amour
- 2024 – Candidatura alla miglior canzone social per Mon Amour
- 2024 – Candidatura alla miglior canzone streaming per Mon Amour
- 2024 – Candidatura alla miglior canzone streaming per Pazza musica

## Discografia parziale

### Discografia con Karnea

#### Album
- 2003 – Sublime follia
- 2004 – Giù da me

#### EP
- 2003 – La Matta
- 2005 – La mia dannata
- 2007 – Porno diva